# 徽語
徽語（きご、Huī Huà）は、シナ・チベット語族、シナ語派に属する言語である。徽州話（きしゅうわ、Huīzhōu Huà）とも呼ばれる。中国語の十大方言の一つである。方言区分は言語学者で異なり、七大方言では呉語に属する。贛語に属するという学説もある。
話者は、歴史的に徽州と呼ばれた地域および周辺に分布する。現在の安徽省南部、および浙江省、江西省の安徽省に隣接する地域にあたる。
- 安徽省（歙県、徽州区、黄山区、屯渓区、祁門県、績渓県、旌徳県、休寧県、黟県、寧国市、東至県、石台県）
- 浙江省（淳安県、建徳市）
- 江西省（婺源県、浮梁県、徳興市）

## 方言
徽語は、5つの方言に分類される。
- 績歙片(Jixi-Shexian)徽語（績渓話、歙県話など）
- 旌占片(Jingde-Zhanda)徽語（旌徳話、占大話など）
- 休黟片(Xiuning-Yixian)徽語（休寧話、黟県話など）
- 祁徳片(Qimen-Dexing)徽語（祁門話、婺源話など）
- 厳州片(Yanzhou)徽語（建徳話、淳安話など）－浙江省内、かつての厳州府地域